# Глазки (Тверская область)
Глазки — деревня в Оленинском муниципальном округе Тверской области, до 2019 года являлась административным центром Глазковского сельского поселения, 

## География
Деревня расположена в 2 км северо-восточнее районного центра Оленино.

## История
В конце XIX — начале XX века деревня входила в состав Казинской волости Ржевского уезда Тверской губернии. В 1883 году в деревне было 9 дворов, промыслы: колесный, кузнечный, сплав леса.
С 1929 года деревня являлась центром Глазковского сельсовета Оленинского района Ржевского округа Московской области, с 1935 года — в составе Калининской области, с 1994 года — в составе Глазковского сельского округа, с 2005 года — в составе Глазковского сельского поселения, с 2019 года — в составе Оленинского муниципального округа.
С 1974 года в деревне располагалась центральная усадьба колхоза им. В.И. Ленина.

## Население
| 1859 | 1883 | 1920 | 1997 | 2008 | 2010 |
| ---- | ---- | ---- | ---- | ---- | ---- |
| 38   | ↗73  | ↗90  | ↗394 | ↘336 | ↘320 |

## Инфраструктура
В деревне имеются Глазковская основная общеобразовательная школа, детский сад, фельдшерско-акушерский пункт.